# Ричмонд (гора)
Гора Ри́чмонд (англ. Mount Richmond) или Отахуху (маори Ōtāhuhu) — горный вулкан вулканического поля Окленд, расположен в 500 км к северу от Веллингтона, на высоте 6 метров над уровнем моря. В честь горы был назван пригород Окленда — Отахуху.

## История
Входит в группу скальных насыпей достигающих 50 метров высотой и включает два больших кратера. На горе располагалось поселение Па, в настоящие время сохранилось несколько земляных сооружений маори того времени.
В 2014 году электоратом маори из 13 иви по договору Вайтанги вулкан был официально назван Отахуху/Ричмонд и передан в собственность организации.  Совместно с парламентским электоратом маори Тамаки Макарау управляется советом Окленда.